# 닛산 디젤 스페이스 러너 A

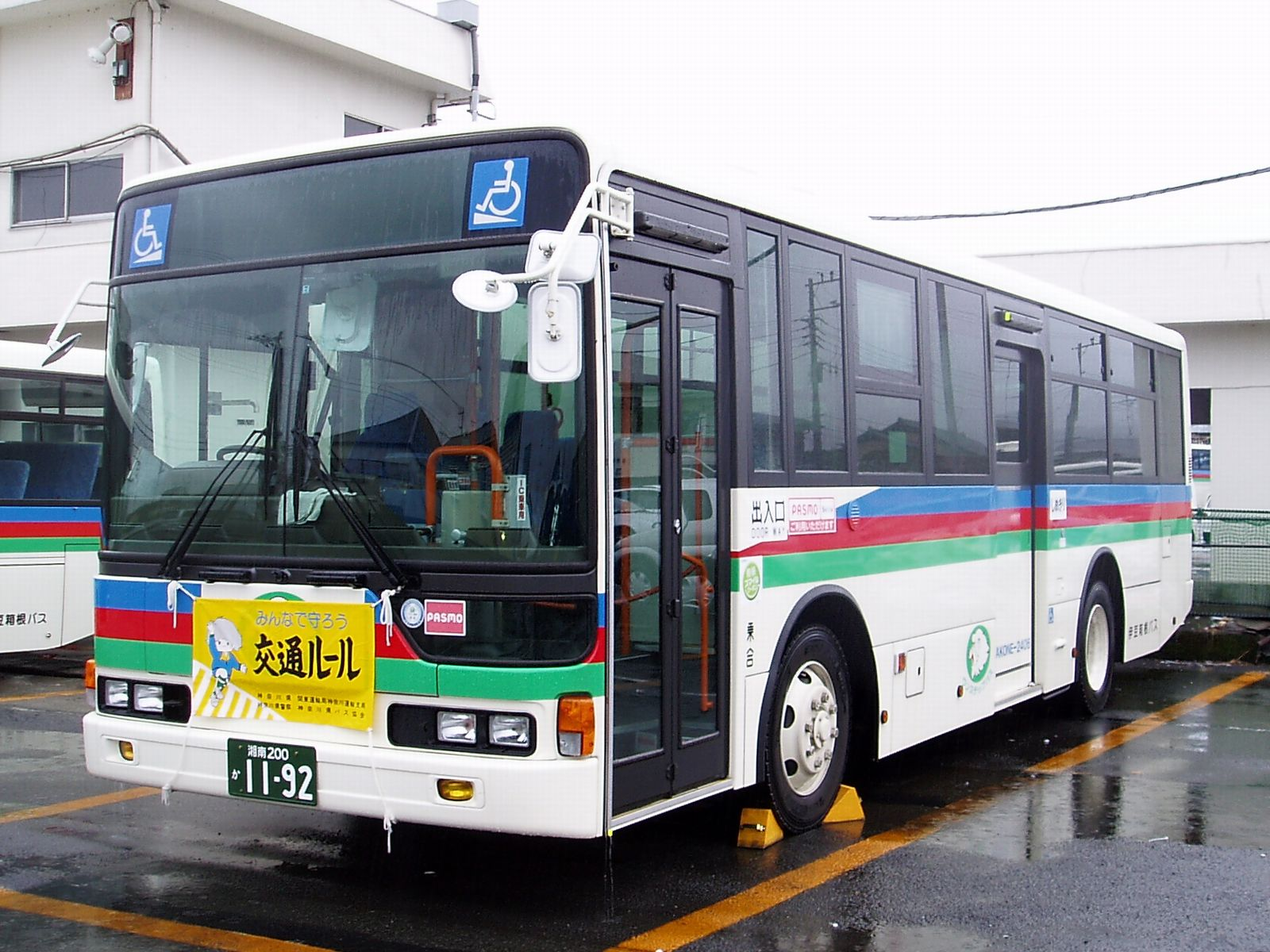
닛산 디젤 스페이스 러너 A

닛산 디젤 스페이스 러너 A(영어: Nissan Diesel Space Runner A, 일본어: 日産ディーゼル・スペースランナーA 닛산 디이제루 스페에스란나아 에에[*])는 일본 닛산 디젤 (현, UD트럭)이 만든 도시형 버스로 2007년부터 2011년까지 생산했다.

## 세부 정보

### PKG-AP35U
2007년 10월 30일에 최초로 출시된 모델로 미쓰비시후소 에어로 스타 2세대의 OEM 공급 차량으로 차체의 경우 미쓰비시후소트럭 버스에서 제작되었다. 엔진의 경우 닛산 디젤 (현, UD트럭)에서 제작된 MD92형 엔진을 탑재했다. 엔진을 제외한 모든 부품의 경우 미쓰비시후소트럭 버스에서 제작되었다.

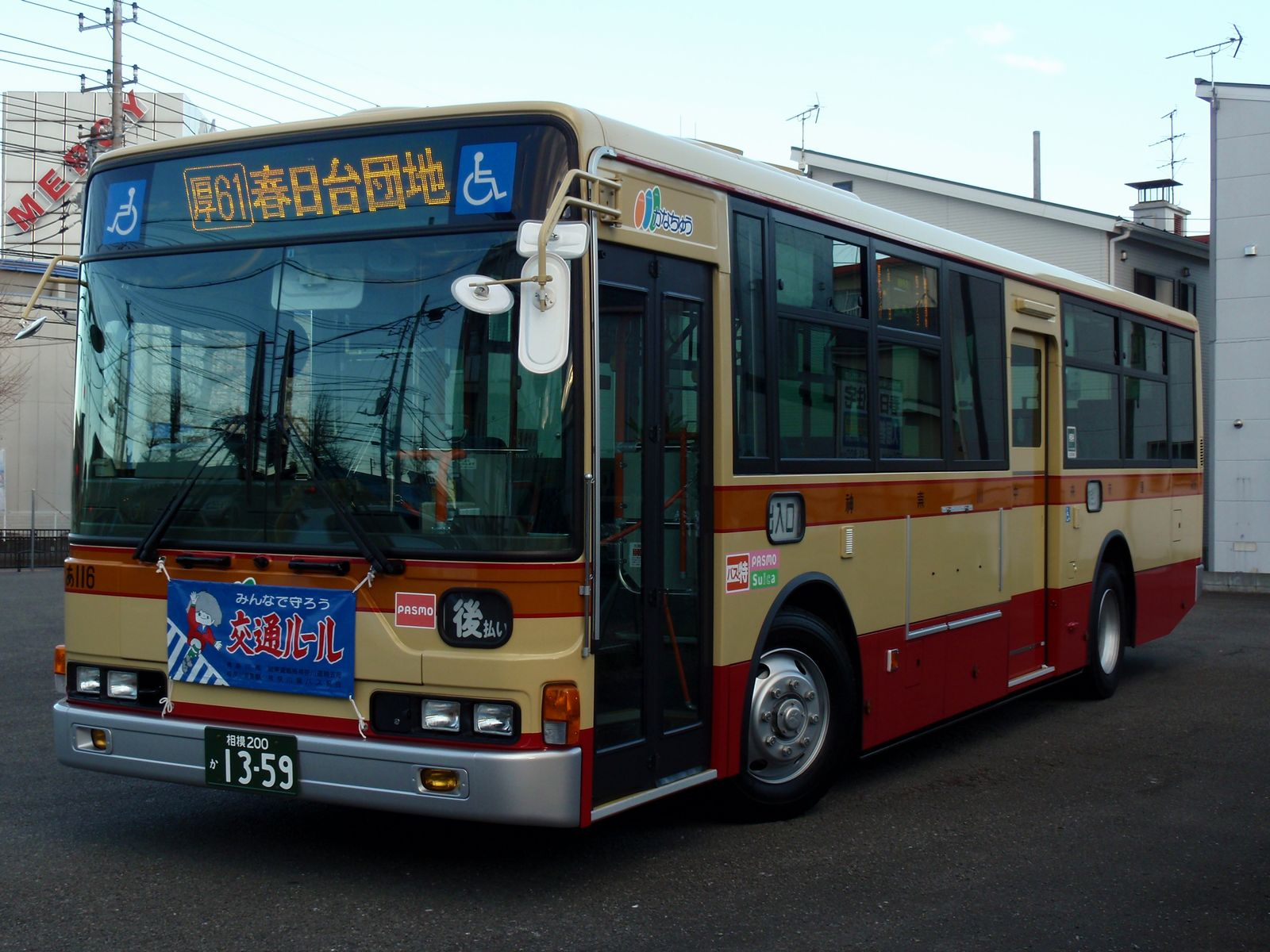
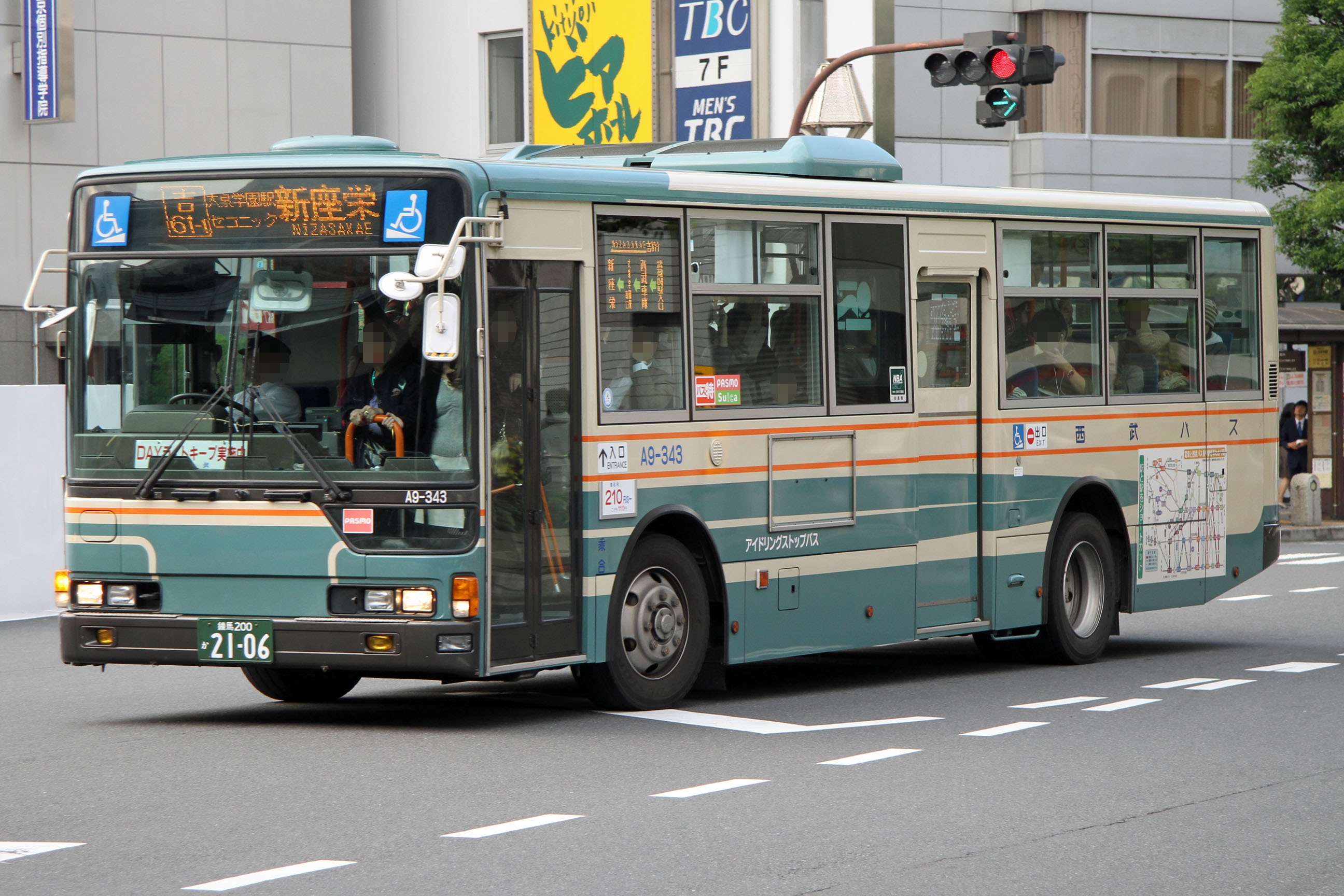

### LKG-AP35F/LKG-AP37F
2009년 배출가스 규제에 대응에 따라 2010년 5월 27일에 출시되었다. 엔진의 경우 미쓰비시후소트럭 버스에서 제작된 6M60형 엔진이 탑재되었고 가변노즐장치가 적용되었다. 배출가스 정화 장치의 경우 SCR과 PM 저감 장치를 조합했다. 변속기의 경우 기존 PKG-AP35U 모델에서 ZF 변속기를 사용했으나 이 모델의 경우 앨리슨에서 제작된 변속기를 장착했다. 2010년에 미쓰비시후소트럭 버스와 제휴를 종료했고 마지막 발주분은 2011년 4월에 납입과 동시에 후속 차종 없이 단종되었다.

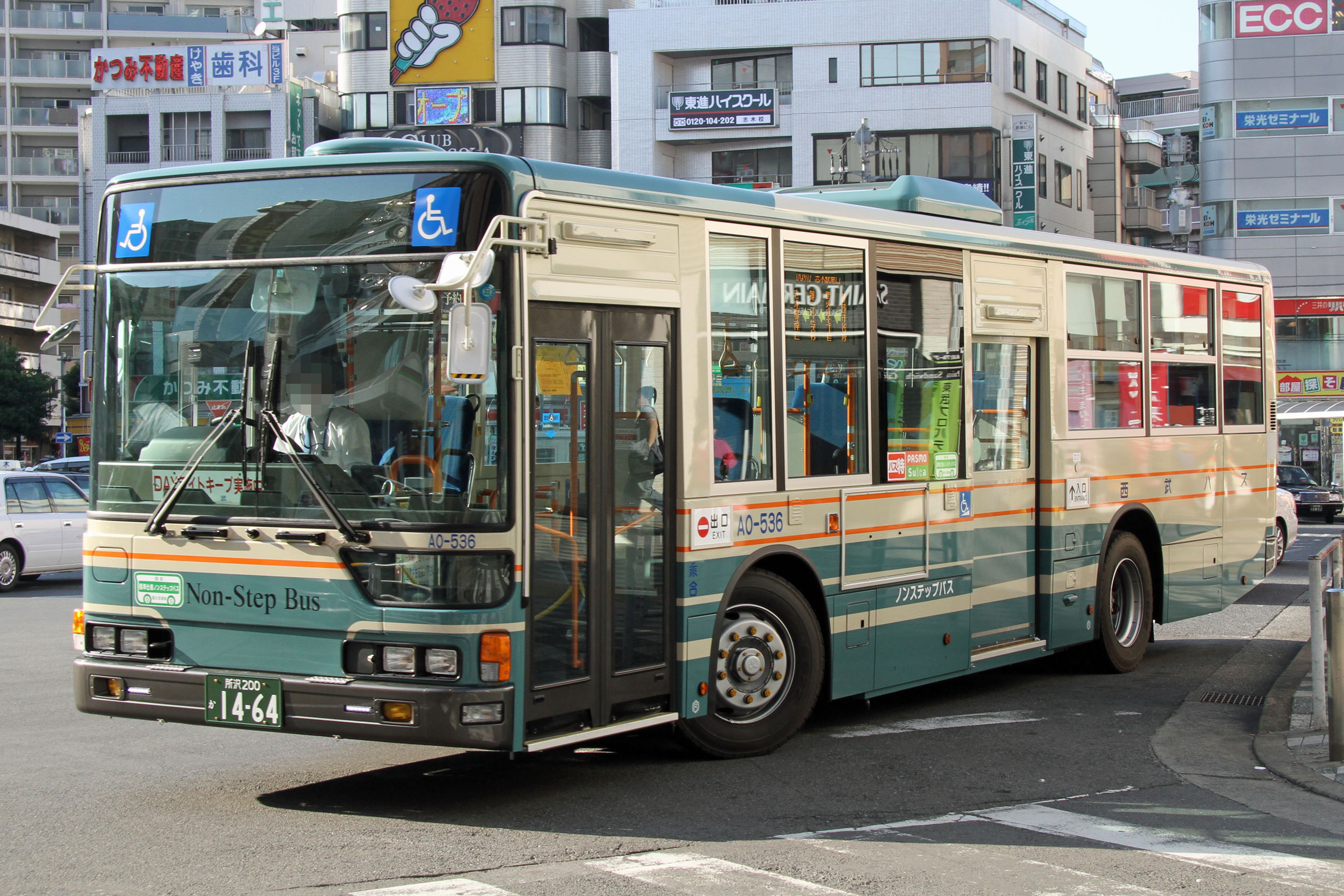

## 같이 보기
- 미쓰비시후소트럭 버스
- 서일본 차체 공업
- UD 트럭
- 닛산 디젤 스페이스 애로우
- UD트럭 SLF